# Jan Soelberg
Jan Soelberg, född 1946, död juni 1991, dansk författare till elektronikboksserien Allmän elektronik i två delar.
Del 1 utgavs 1981 med innehållet: Elektronikens grunder, elektronik komponenter, halvledarteknik, LF & HF teknik, operationsförstärkare, sändare och mottagare, mätinstrument, video och bandspelare, digitalteknik.
Del 2 utgavs 1982 med innehållet: Förstärkare, automatik, växelströmsregulatorer, ljusorglar, nätaggregat, radiostyrning, mottagare.
Jan var under en tid anställd i den danska föregångaren till JostyKit. Han bildade 1983 firman Circuit Design, senare omdöpt till Circuit Data I/S. Han dog i juni 1991 i en helikopterkrasch. 